# Weichschaum
Als Weichschaum bezeichnet man herkömmlicherweise einen aus Polyestern bestehenden weichen Schaum. Bekannt ist er als Weichschaumplatte aus Polyurethanen. Die Struktur der Platten ist offenzellig, daher sind sie luftdurchlässig.
Weichschäume werden häufig als Dämmstoff zur Schalldämmung oder als Innenfutter für diverse Kleidungsstücke verwendet. Sie werden aber auch als Filtermedien in der Tiefenfiltration eingesetzt. Sie besitzen den Vorteil der Feuchteresistenz und der Waschbarkeit. In für Sitze oder Matratzen verwendetem Weichschaum kann Tris(2-chlorisopropyl)phosphat als Flammschutzmittel enthalten sein. Ein weiteres Einsatzgebiet von Weichschäumen ist die Verwendung als Betriebsmittel bei der Emissionsmessung von polychlorierten Dibenzodioxinen und Dibenzofuranen.